# Liste der Kulturdenkmäler in Sickels
Die folgende Liste enthält die in der Denkmaltopographie ausgewiesenen Kulturdenkmäler auf dem Gebiet des Ortsteils Sickels der  Stadt Fulda, Landkreis Fulda, Hessen.
Hinweis: Die Reihenfolge der Denkmäler in dieser Liste orientiert sich an der Anschrift, alternativ ist sie auch nach der Bezeichnung oder der Bauzeit sortierbar.
Kulturdenkmäler werden fortlaufend im Denkmalverzeichnis des Landes Hessen durch das Landesamt für Denkmalpflege Hessen auf Basis des Hessischen Denkmalschutzgesetzes (HDSchG) geführt. Die Schutzwürdigkeit eines Kulturdenkmals hängt nicht von der Eintragung in das Denkmalverzeichnis des Landes Hessen oder der Veröffentlichung in der Denkmaltopographie ab.

## Sickels
| Bild            | Bezeichnung                                     | Lage                                           | Beschreibung | Bauzeit                   | Objekt-Nr. |
| --------------- | ----------------------------------------------- | ---------------------------------------------- | ------------ | ------------------------- | ---------- |
| Bild gesucht BW | Marienfigur an der Ostecke eines Fachwerkhauses | Sickelser Straße 59 LageFlur: 1, Flurstück: 10 |              |                           |            |
| Bild gesucht BW | Wegekreuz                                       | Sickelser Straße LageFlur: 4, Flurstück: 62/20 |              | um 1880                   |            |
| Bild gesucht BW | Kapelle                                         | Am Berg LageFlur: 4, Flurstück: 22/9           |              | 1781                      |            |
| Bild gesucht BW | Fachwerkwohnhaus                                | Wolf-Hirth-Straße 1 LageFlur: 5, Flurstück: 31 |              | 1. Hälfte 19. Jahrhundert |            |
| Bild gesucht BW | Winkelförmiger Fachwerkhof                      | Wolf-Hirth-Straße 9 LageFlur: 5, Flurstück: 23 |              | Spätes 18. Jahrhundert    |            |